# Ravenea louvelii
Espèce
Synonymes
- Louvelia madagascariensis Jum. & H.Perrier[1]

Statut de conservation UICN

 CR D : 
En danger critique
Ravenea louvelii est une espèce de plantes à fleurs de la famille des Arecaceae.

## Publication originale
- Kew Bulletin 49(4): 664. 1994.